# Józef Szczepański

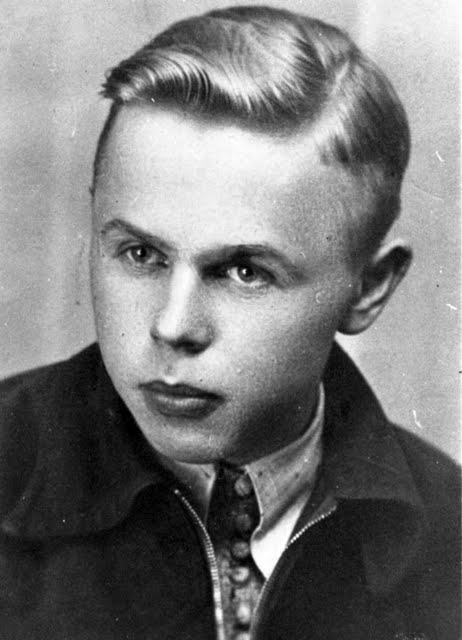
Józef Szczepański

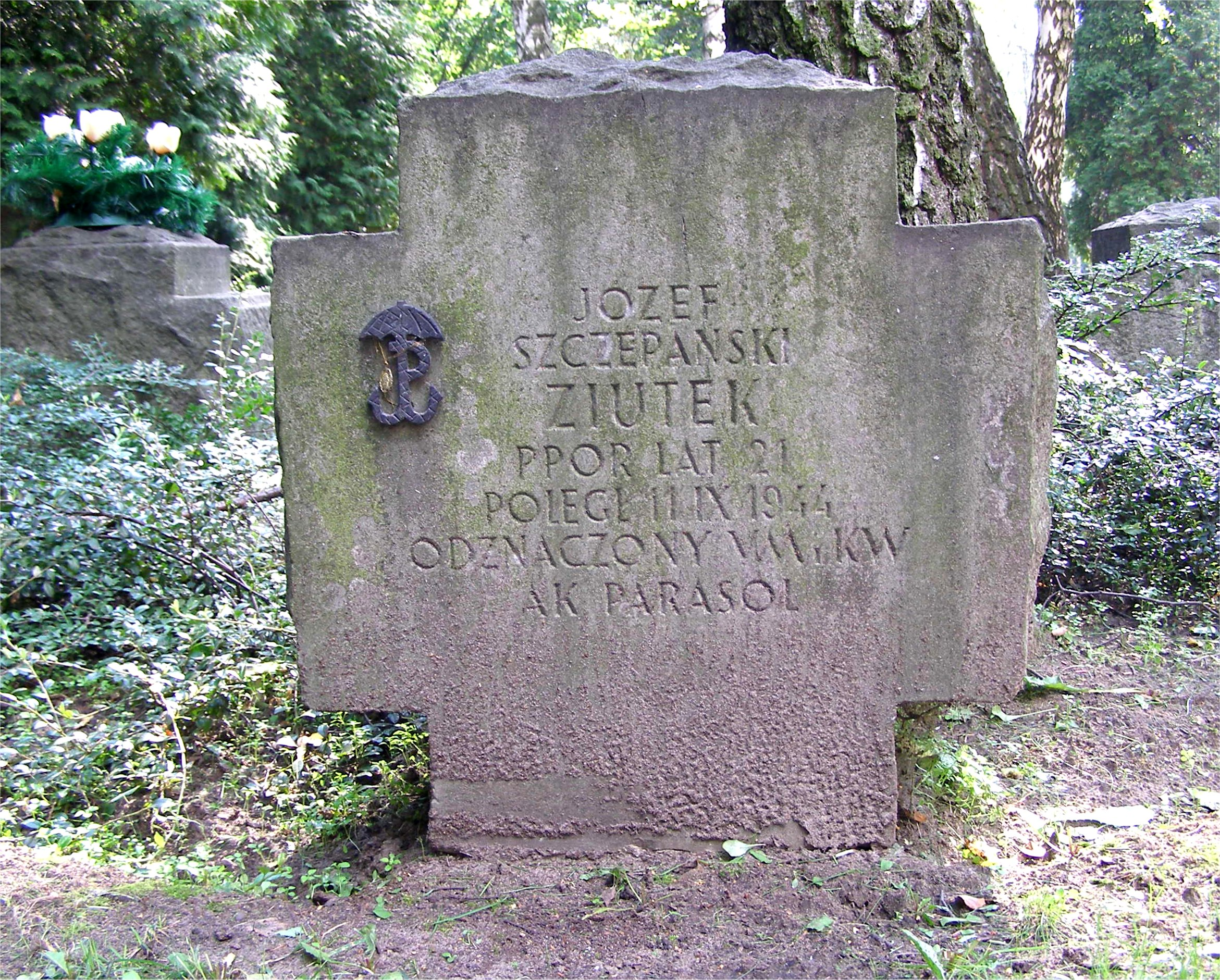
Bia mộ Józef Szczepański trong Nghĩa trang Powązki tại Warszawa

Józef Szczepański (phát âm tiếng Ba Lan: [ˈjuzɛf ʂt͡ʂɛˈpaɲskʲi]; 30 tháng 11 năm 1922 tại Łęczyca - 10 tháng 9 năm 1944 tại Warszawa) là  nhà thơ Ba Lan, một thành viên của phong trào kháng chiến Ba Lan Armia Krajowa. Ông là chỉ huy Tiểu đoàn Nhảy dù trong Khởi nghĩa Warszawaa, được biết đến với mật danh Ziutek. Nhiều bài thơ của ông đã được chuyển thể thành bài hát; trong đó đáng chú ý nhất là " Pałacyk Michla ". [a]

## Tiểu sử
Thời niên thiếu, Szczepanski đã đi nhiều nơi chẳng hạn như Łęczyca, Grudziądz, Jablonna và Warszawa. Trong Chiến dịch Tháng Chín Ba Lan, ông cùng cha mẹ sơ tán đến Volhynia, sau đó chuyển đến Rzeszów và Dębica. Cuối cùng, đầu những năm 1940, ông trở lại thủ đô của Ba Lan. Ở đây Józef Szczepański tiếp tục đi theo chế độ ngầm. Ông cũng tham gia kháng chiến Ba Lan (xem: Szare Szeregi) và trở thành Sĩ quan Thiếu sinh quân. Ông là một thành viên của biệt đội ám sát Wilhelm Koppe, chỉ huy của Đức Quốc xã.
Trong Khởi nghĩa Warszawaa, ông là tiểu đội trưởng của Tiểu đoàn Parasol. Ông nắm quyền chỉ huy toàn bộ đơn vị, kế nhiệm khi người chỉ huy trước đó của nó bị giặc giết. Ông bị thương vào ngày 1 tháng 9 tại khu Phố Cổ Warszawa và được binh lính của mình mang đi sơ tán tại Warszawa-Śródmieście nhưng đã qua đời vào ngày 10 tháng 9.

## Thơ
Nhiều bài thơ của Szczepański rất phổ biến thời Warszawa bị chiếm đóng, đặc biệt khi ngòi bút viết nên lịch sửi các cuộc chiến đấu của Tiểu đoàn Nhảy dù; một số bài thơ được chuyển thể thành bài hát. Bài thơ Bệnh dịch đỏ (Czerwona Zaraza) truyền cảm hứng cho đạo diễn phim đoạt giải Oscar người Ba Lan, Andrzej Wajda sáng tác bộ phim Kanał. Bài thơ này bị cấm ở Cộng hòa Nhân dân Ba Lan vì chống Liên Xô, người sở hữu bài thơ có thể bị phạt tù.  [b]